# Rosalie Crutchley
Rosalie Crutchley (Londres, 4 de enero de 1920-Londres, 28 de julio de 1997) fue una actriz británica. Se formó en la Royal Academy of Music. Crutchley fue conocida por sus actuaciones televisivas, pero tuvo una larga y exitosa carrera en el teatro y en el cine. Debutó en el escenario en 1932 y en el cine en 1947. Continuó actuando hasta su muerte en 1997.

## Registro Actoral
Se caracterizó por el color negro de sus ojos, y a menudo interpretaba personajes extranjeros, o personajes más bien siniestros. Desempeñó muchos papeles clásicos, como Julieta en Romeo y Julieta, Hermione en  Cuento de invierno y Goneril en El rey Lear, de William Shakespeare.

## El séptimo arte y premio
Su debut en el cine fue como una violinista que es asesinada en Take my life (1947). Hizo de madame Defarge tanto en la película Historia de dos ciudades (de 1958), y la serie de televisión del mismo nombre (de 1965).
En 1956 recibió el premio BAFTA a la mejor actriz de televisión.

## Trabajo en televisión
Hizo de Catherine Parr en la serie de televisión Las seis esposas de Enrique VIII (de 1970) y desempeñó el mismo personaje en la secuela, Elizabeth R (de 1971). Hizo de Madame Deroulard en "La Caja de bombones" de Agatha Christie. Serie de TV. (1993).

## Legado
Es recordada por sus actuaciones en las películas clásicas Quo Vadis? (1951) como Actea, la amante y confidente del emperador Nerón, y The haunting (1963) como la Sra. Dudley, la siniestra ama de llaves.
Apareció en un solo musical en el cine, El hombre de La Mancha (de 1972), basado en la exitosa producción teatral, como ama de llaves de Don Quijote. En el papel, utiliza su voz para dar un efecto cómico intencional en la canción «Sólo pienso en él».

## Última contribución y fallecimiento
Su última aparición fue en un episodio de la serie televisiva de detectives, Midsomer Murders, en el episodio «La matanza de Drift Badger», haciendo el papel de Lucy Bellringer. El episodio salió al aire en 1997, poco antes de su muerte.
Estuvo casada y se divorció del actor Peter Ashmore. Tuvo dos hijos, Jonathan y Catherine Ashmore.

## Filmografía selecta
- 1949: Give Us This Day
- 1951: Quo Vadis?
- 1953: Malta Story
- 1953: La espada y la rosa
- 1954: Flame and the Flesh
- 1954: Make Me an Offer
- 1956: The Spanish Gardener
- 1956: The Gamma People
- 1957: Miracle in Soho
- 1957: No Time for Tears
- 1957: Seven Thunders
- 1958: A Tale of Two Cities
- 1959: Web of Evidence
- 1959: Historia de una monja
- 1960: Sons and Lovers
- 1961: No Love for Johnnie
- 1961: Greyfriars Bobby
- 1962: Freud, pasión secreta
- 1963: The Haunting
- 1963: Girl in the Headlines
- 1964: Behold a Pale Horse
- 1970: Wuthering Heights
- 1971: Whoever Slew Auntie Roo?
- 1971: Blood from the Mummy's Tomb
- 1973: The House in Nightmare Park
- 1973: And Now the Screaming Starts!
- 1976: Mohammad, Messenger of God
- 1982: Smiley's People
- 1982: El jorobado de Notre Dame
- 1988: A World Apart